# ATRAC3plus
ATRAC3plus ist der Nachfolger des Audio-Codecs ATRAC. Technisch verwendet der Codec eine Teilbandkodierung sowie eine modifizierte diskrete Kosinustransformation (MDCT) mit 16 Teilbändern. Dabei werden die Lautstärke und die Frequenz des Tongemischs ständig an die Hörcharakteristik angepasst.
Datenraten in einem Bereich von 48 kbit/s bis 352 kbit/s sind möglich und werden in Hi-MD-Recordern, HDD-Playern, Flashspeicher-Playern und sonstigen ATRAC-fähigen CD-Playern eingesetzt. ATRAC als Vorgänger von ATRAC3plus wurde 1991 von Sony für die MiniDisc entwickelt. Im Jahr 2003 folgten die Weiterentwicklungen ATRAC3 und ATRAC3plus.